# 武汉长江公铁隧道
武汉长江公铁隧道，又称三阳路长江隧道，是位于中国湖北省武汉市的一条公铁合建长江隧道，也是长江上第一条公路铁路两用的越江隧道。其中铁路部分为武汉轨道交通7号线一期工程的越江段，公路部分则是连接汉口三阳路与武昌秦园路。

## 主要技术标准
城市道路主要技术标准为：双向六车道的城市主干路，设计速度为每小時60公里；车道过江段宽度为3 × 3.5米（一级疏解后变为2 × 3.5米），车道净高为4.5米；公铁合建段最大纵坡为2.8%，分建段为4.5%。
轨道交通7号线主要技术标准为：列车编组近期6A，预留8A；设计最高行车速度为每小時100公里；结构内净空采用矩形断面时轨面以上宽度和高度均不小于4.5米，轨道及道床厚度不小于0.56米。

## 工程介绍
为集约利用过江通道资源，三阳路越江隧道采用公铁合建双洞隧道方案，在道路行车道下层布设轨道交通。本项目对于支持重点区域发展、缓解过江交通压力、完善轨道交通网络、优化城市空间布局具有重要的意义。
隧道起于武昌秦园路，终点为汉口三阳路，位于长江二桥上游1.3公里、青岛路长江公路隧道下游1.9公里处。隧道直径达15.2米，是武汉轨道交通2号线隧道直径的2倍多，为国内目前直径最大最宽的盾构法隧道，也是万里长江首条超大直径公铁两用合建越江隧道。隧道总长4.6公里，其中“江中段”长约2.59公里，将采用2台直径15.76米的“国内第一、世界第三”德国海瑞克超大直径泥水平衡盾构机“三阳号”和“开泰号”同时施工，盾构机单价达4.5亿元，单台重4300吨。
隧道规模位列世界第三，仅次于香港屯門至赤鱲角連接路北段海底隧道（直径17.6米）、美国西雅图（直径17.4米）地下隧道。隧道分楼上楼下两层结构，一层中央高5.9米，宽5.5米，为地铁专用通道，通道左侧设置烟道和管廊，右侧设置紧急疏散通道和逃生楼梯间；二层为汽车专用通道，净高达到4.5米，共设置3股车道，每股车道宽3.5米，具备通行双层大巴的能力。
2016年4月27日上午9点，武昌秦园路工作井地下44米深处，机器声轰鸣阵阵，世界上首条公铁合建的盾构法隧道——武汉轨道交通7号线一期工程三阳路长江隧道盾构从这里正式始发，开始往汉口江岸掘进。
2018年4月20日上午，隧道右线盾构机抵达三阳路工作井；5月27日上午，左线盾构机亦抵达三阳路工作井，标志着隧道全线贯通。2018年9月20日确认满足开通条件，10月1日上午9时正式开通。